# Afrolusitanistik
Die Afrolusitanistik (seltener auch Lusoafrikanistik genannt) bezeichnet die wissenschaftliche Beschäftigung mit Sprache, Literatur und Kultur jener afrikanischer Staaten, in denen das Portugiesische Amtssprache ist: 
- Angola
- Guinea-Bissau
- Kap Verde
- Mosambik
- São Tomé und Príncipe

Aus dem Kontakt zwischen dem Portugiesischen und den afrikanischen Sprachen sind verschiedene Kreolsprachen (os crioulos) hervorgegangen, die Forschungsgegenstand der Kreolistik sind.
Afrolusitanistische Studien wurden und werden besonders an den Universitäten von Leipzig (bis etwa 1992), in Rennes (Frankreich), Lissabon (Portugal) und Maputo (Mosambik) durchgeführt. Für die afrolusitanistische Sprachwissenschaft war über viele Jahre die von Matthias Perl (Leipzig, ab 1992 Mainz) geleitete Forschungsgruppe führend, die in Zusammenarbeit mit Afrikanisten erstmals typische Interferenzen in den afrikanischen Portugiesischvarietäten aufgrund des Sprachkontaktes mit afrikanischen Sprachen feststellten. 